# Musée-domaine V. Sourikov
Le musée-domaine V. Sourikov (en russe : Музей-усадьба В. И. Сурикова) est un musée, installé dans la maison du peintre Vassili Sourikov à Krasnoïarsk en Russie.
Le musée a été créé en 1948 à l'occasion du 100e anniversaire de l'année de la naissance du peintre. Il est installé dans la propriété de la famille Sourikov, sur un terrain de 0,25 ha, dans le centre de Krasnoïarsk (Rue Lénine, 98). Les salles d'exposition ont une surface de 357 m2, sur lesquelles sont exposés 1 300 pièces dont 92 tableaux de Vassili Sourikov.

## Histoire du musée
La maison est construite en bois de mélèze en 1830. C'est un manoir typique dans une ville sibérienne du XIXe siècle. Sur le territoire de la propriété protégée par un mur aveugle, se trouve une maison d'un étage accessible par un porche suivi d'une cour. Une dépendance a été construite par le frère du peintre en 1900.
C'est dans cette maison qu'est né le 12 janvier 1848 (24 janvier dans le calendrier grégorien) Vassili Ivanovitch Sourikov. En 1854, le père de Vassili a été transféré pour son travail dans un village situé au nord de la ville appelé Soukhobouzimskoïe (en) et la famille a quitté Krasnoïarsk. Elle est revenue à Krasnoïarsk à la mort du père en 1859. Le 11 décembre 1868, Vassili Ivanovitch a quitté Krasnoïarsk pour Saint-Pétersbourg étudier à l'académie impériale des Beaux-Arts de Saint-Pétersbourg.
La première fois que l'idée de créer un musée Sourikov dans cette maison a été émise date des années 1920. Mais à cette époque, le frère cadet, Alexandre, y vivait encore. Ce n'était donc pas possible, mais dans une ancienne remise est installée l'école de dessin de Krasnoïarsk. En 1926, un panneau commémoratif a été apposé sur la maison.
Alexandre Ivanovitch Sourikov meurt en 1930. Une partie de son mobilier et divers objets de la maison des Sourikov sont transférés au musée régional de Krasnoïarsk.
Les héritiers Sourikov ont donné la maison à la ville. Dans la maison a vécu la famille d'un autre peintre du nom de Dmitri Karatanov (ru), qui est aussi le premier professeur de dessin de l'école. Dans la dépendance travaillaient diverses organisations publiques comme la branche de Krasnoïarsk de l'Union des artistes de l'URSS.
Le 5 juin 1948, le musée ouvre ses portes. Les filles du peintre ont participé à sa création.
Durant la première décennie de son existence, la famille du peintre a transféré au musée une trentaine d'œuvres. Dans les années 1950, le musée régional de Krasnoïarsk transmet les premières aquarelles de l'artiste. Dans les années 1960, les petits-enfants de l'artiste ont encore transféré un autoportrait de Sourikov datant de 1902 et une aquarelle représentant son frère.
Dans les années 1970, des travaux de restauration ont été réalisés et la maison a été remise dans son état primitif. En 1983, le musée a reçu le statut de musée-domaine et la même année les premières journées Sourikov ont été organisées pour le 135e anniversaire de sa naissance. Ses petits-enfants ont encore donné 17 œuvres au musée à cette occasion. À la fin de l'année 2002, une statue de Sourikov a été réalisée et installée dans la propriété. Elle est l'œuvre du sculpteur Youri Zlotia (ru).

## Galerie

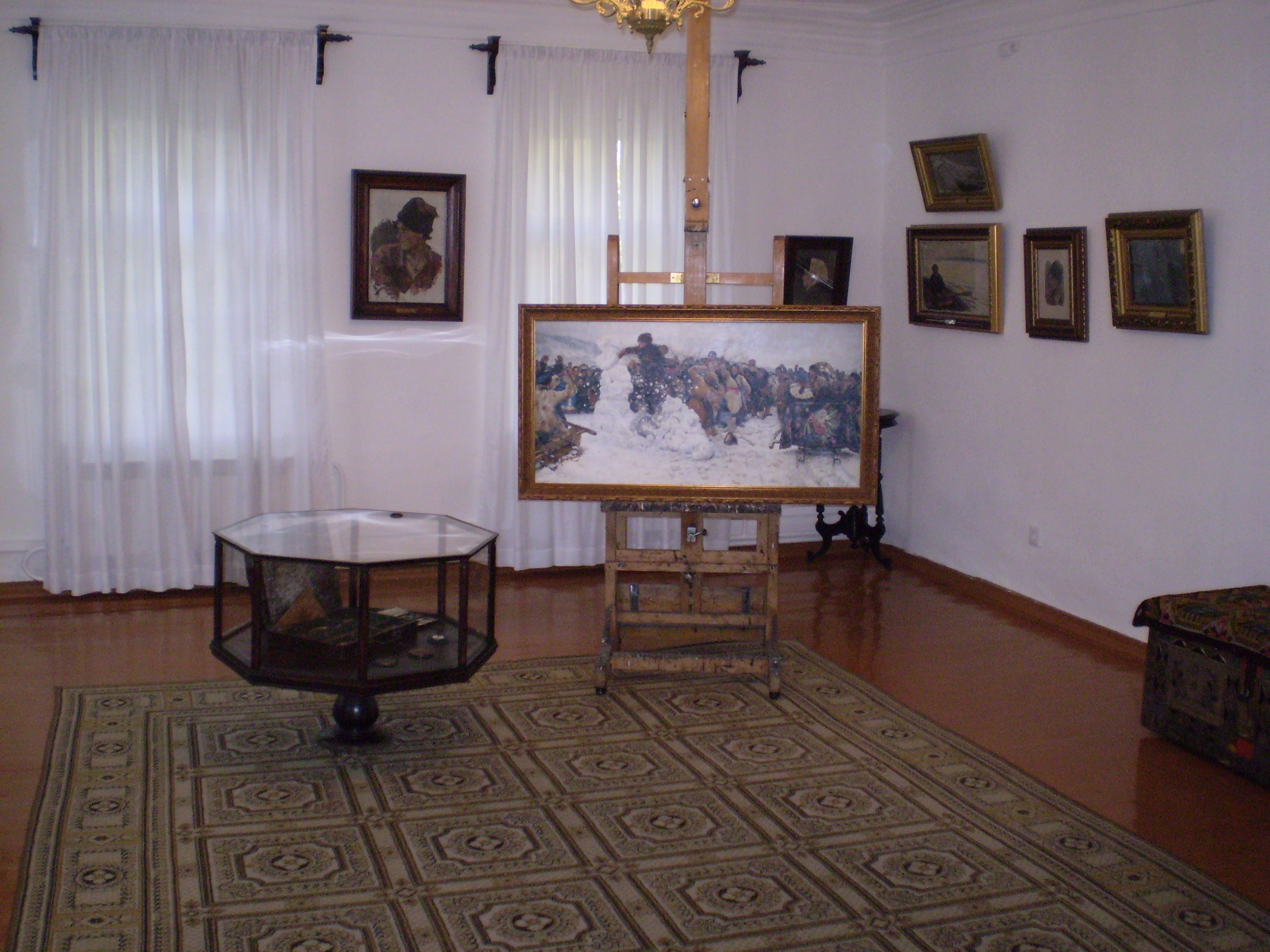
Atelier de Sourikov avec son chevalet
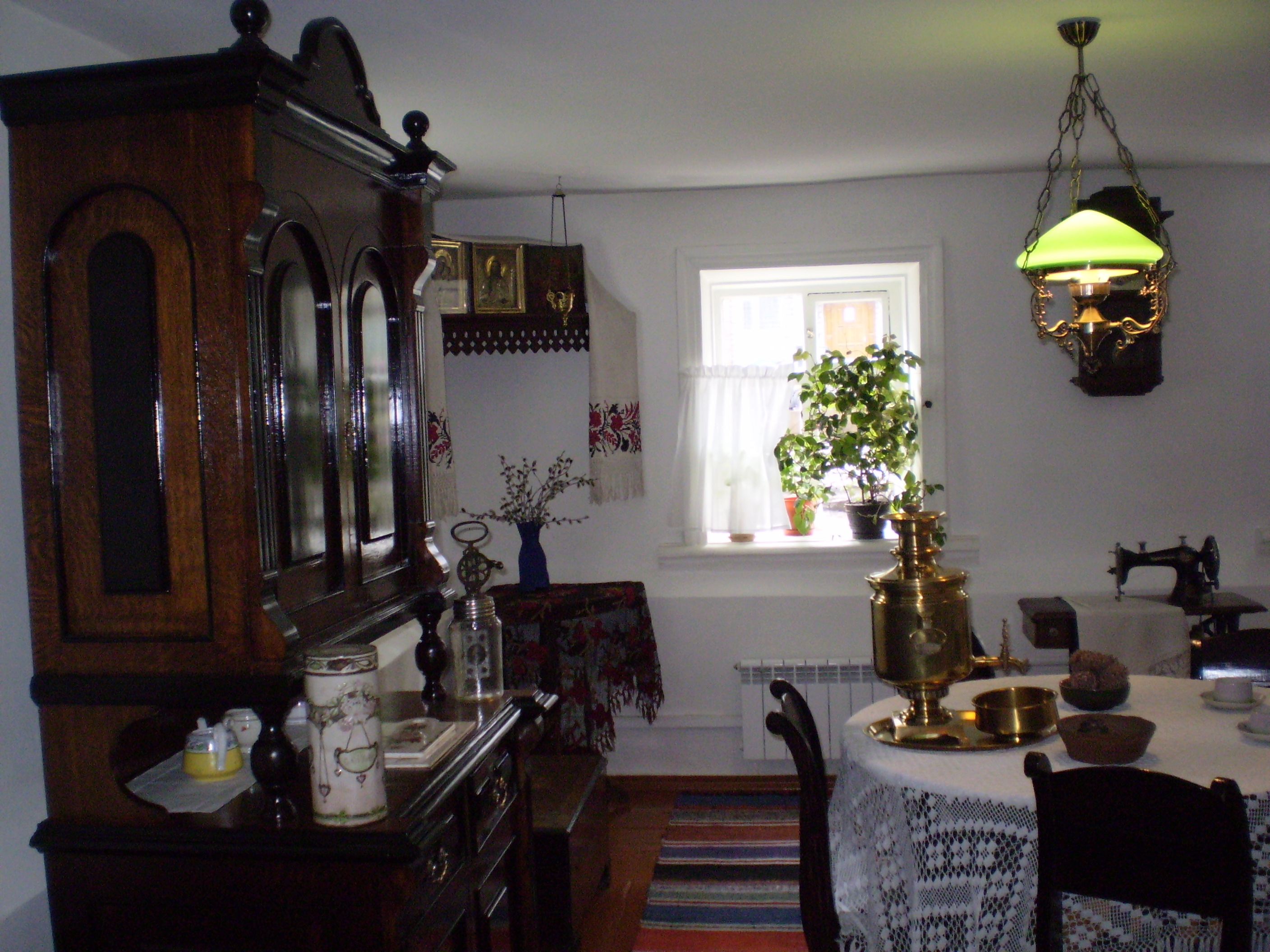
Intérieur de la maison, la salle à manger
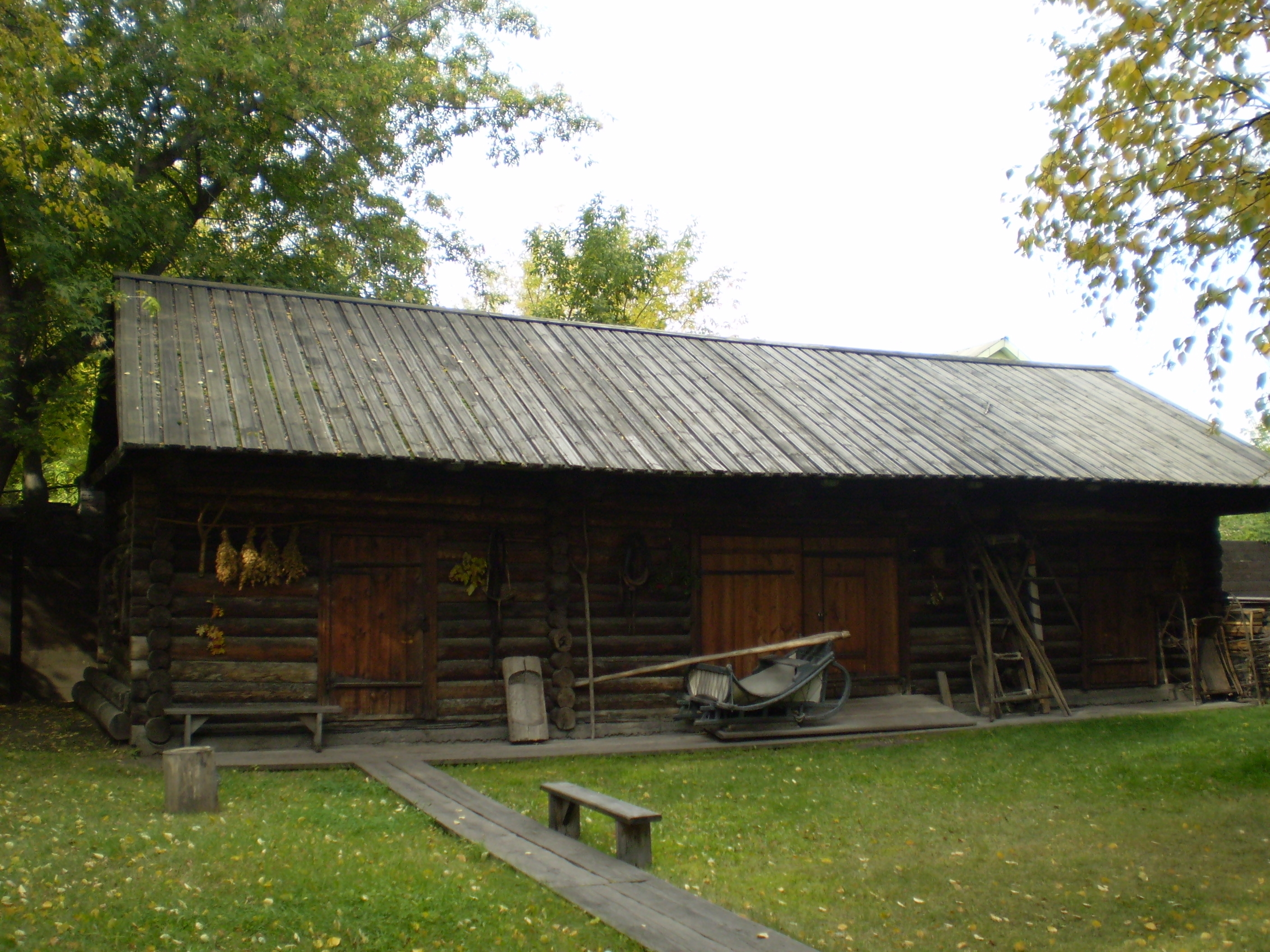
Écuries. De 1948 à 1958 s'y donnaient les cours de l'école de dessin
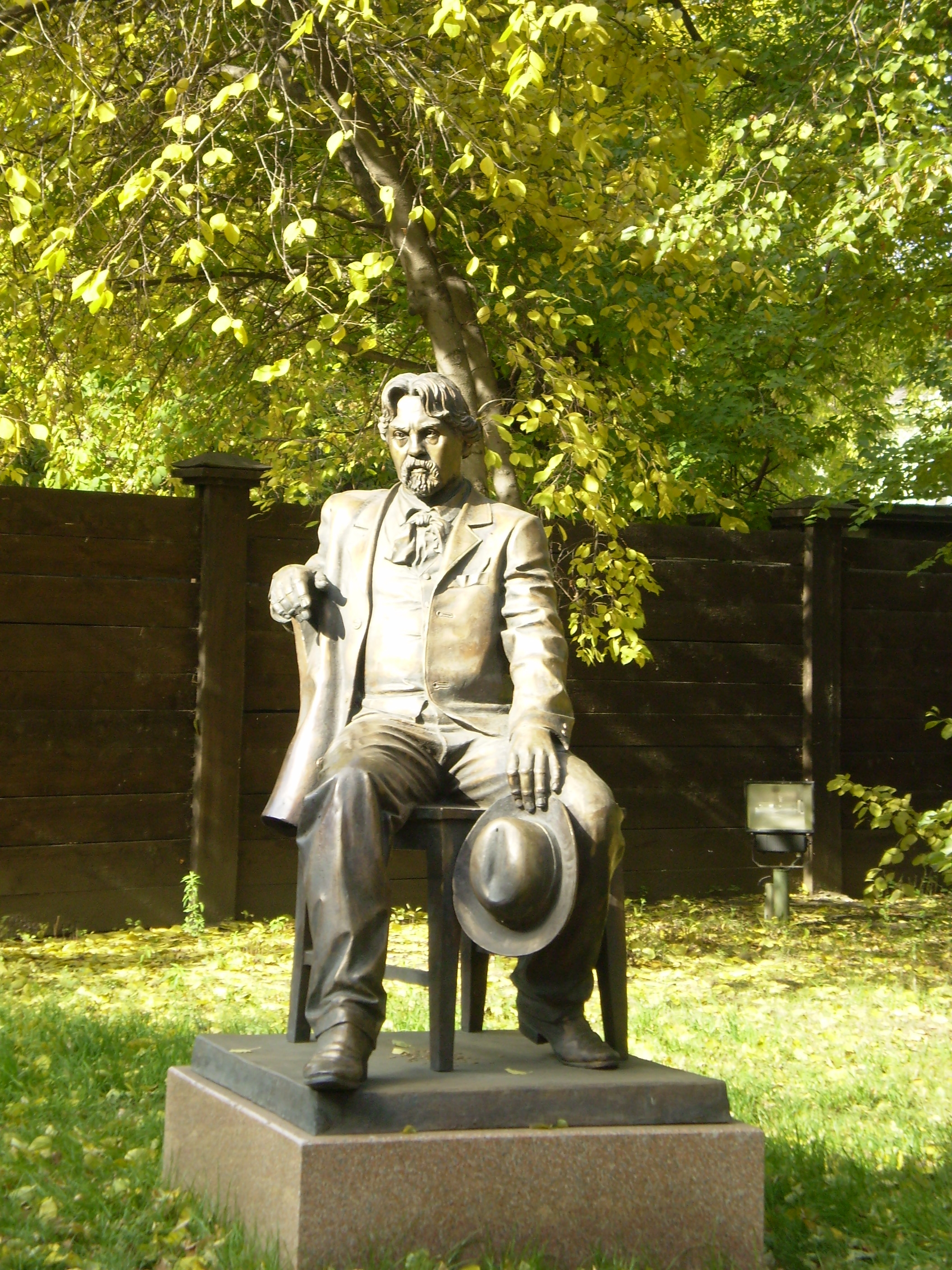
Sculpture de Y. Zlotia, statue de Vassili Sourikov
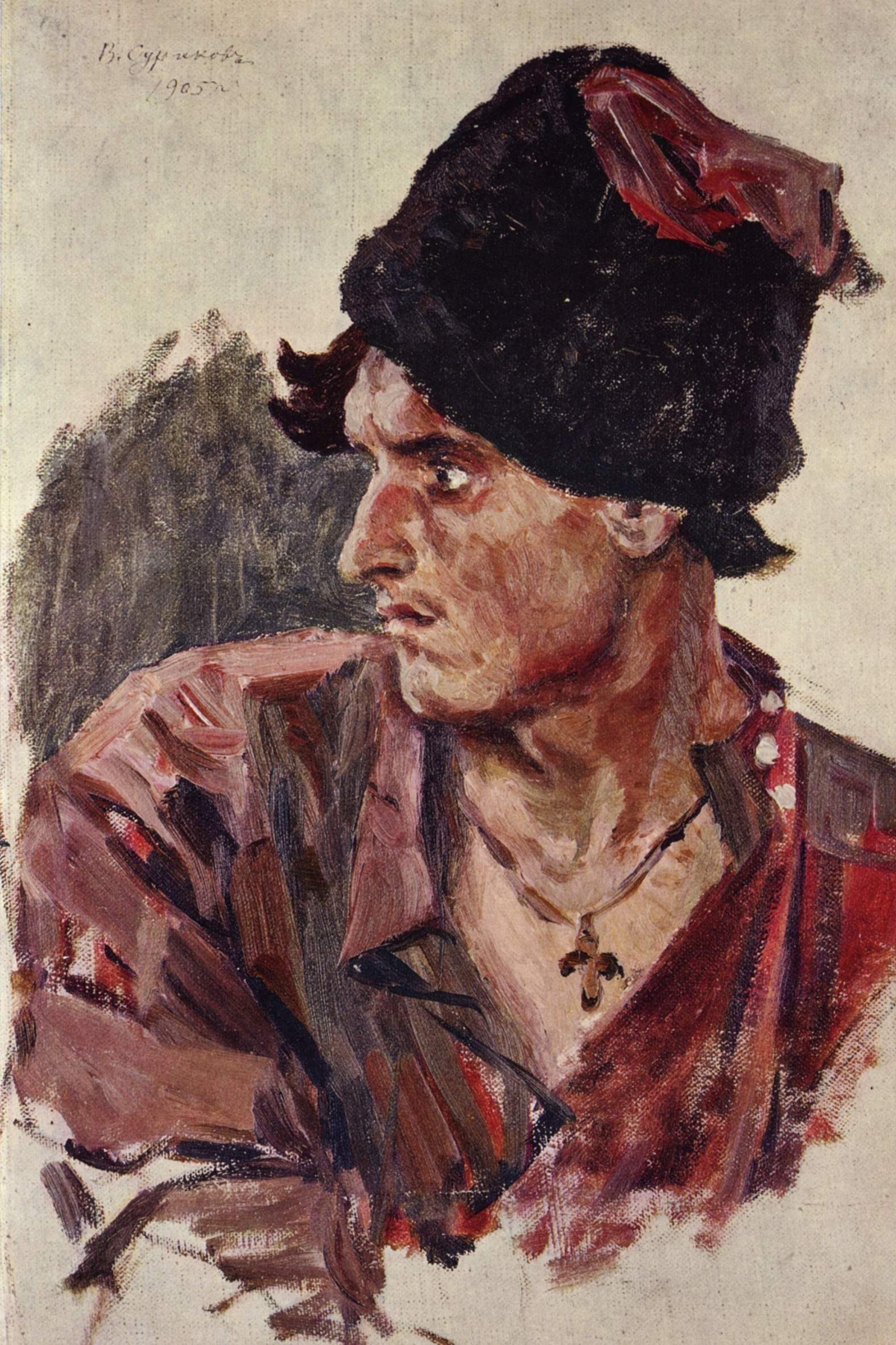
V. Sourikov, Tête de rameur, années 1900. Étude pour le tableau Stepan Razine dans les collections du musée.